# 棉兰老中央大学
棉兰老中央大学（Pamantasan ng Gitnang Mindanao）是菲律宾棉兰老岛布基农省的两所大学之一。